# Neurotransmisor monoamina

La norepinefrina es un neurotransmisor monoamina.

Un árbol filogenético mostrando como un número de receptores de monoaminas se relacionan entre sí.

Los neurotransmisores monoamina son neurotransmisores y neuromoduladores que contienen un grupo amino que está conectado a un anillo aromático por una cadena de dos carbonos (-CH2-CH2-). Todas las monoaminas se derivan de aminoácidos aromáticos como la fenilalanina, tirosina, triptófano, y las hormonas tiroideas a través de la acción de las enzimas l-aminoácido aromático descarboxilasa.
Las catecolaminas incluyen a la dopamina, la noradrenalina y la adrenalina. En primer lugar la enzima tirosina hidroxilasa convierte el aminoácido L-tirosina en 3,4-dihidroxifenilalanina (L-dopa). Las distintas enzimas que participan a partir de aquí en la síntesis de cada uno de los neurotransmisores han sido purificadas, lo que permitió el desarrollo de anticuerpos específicos para estas enzimas. De este modo, ahora es posible detectar su presencia en las células mediante técnicas de inmunocitoquímica.
Las indolaminas son la serotonina y la melatonina. La serotonina se sintetiza a partir del triptófano por acción de las enzimas triptófano hidroxilasa y la descarboxilasa de aminoácidos aromáticos.

## Ejemplos
- Histamina (His/H es Diamina)
- Catecolaminas:
  - Dopamina (DA)
  - Noradrenalina (NA) (Norepinefrina, NE)
  - Adrenalina (Epinefrina)
- Triptaminas:
  - Serotonina (5-HT)
  - Melatonina
- Aminas traza:
  - β-Feniletilamina (PEA, β-PEA)
  - Tiramina
  - Triptamina
  - Octopamina
  - 3-Yodotironamina
  - Tironaminas, un nuevo grupo de compuestos derivados de la hormonas tiroideas.

Existen transportadores proteicos específicos llamados transportadores de monoaminas que transportan monoaminas dentro y fuera de una célula. Estos son el transportador de dopamina (DAT), transportador de serotonina (SERT), y el transportador de norepinefrina (NET) en la membrana celular externa y los transportadores de monominas vesiculares (VMAT1 y VMAT2) en la membrana de vesículas intracelulares. 
Después de la liberación hacia la hendidura sináptica, la acción de los neurotransmisores monoaminas se termina con la recaptación hacia los terminales presinápticos. Ahí, ellos pueden ser reempaquetados hacia las vesículas sinápticas o degradados por la enzima monoamino oxidasa (MAO), que es objetivo de los inhibidores de la monoaminooxidasa, un tipo de antidepresivo.